# Cele 9 porunci Bisericești
Cele 9 porunci Bisericești conform Bisericii Ortodoxe Române, adresate credincioșilor ei, sunt:
1. Să asculte cu evlavie Sfânta Liturghie în fiecare Duminică și sărbătoare.
2. Să țină toate posturile de peste an.
3. Să cinstească fețele bisericești.
4. Să se spovedească și să se cuminece în fiecare din cele patru posturi mari de peste an ori, dacă în fiecare post nu pot, cel puțin o dată pe an, în Postul Paștilor.
5. Să se roage pentru cei ce stau în fruntea țării.
6. Să țină posturile pe care le-ar orîndui episcopul sau mitropolitul locului în vreme de primejdii, de molime sau alte necazuri.
7. Să nu citească cărți eretice sau de ale sectarilor.
8. Să nu înstrăineze, nici să folosească, spre scopuri străine, lucrurile bisericești sau averea Bisericii.
9. Să nu facă nunți și ospețe, sau alte petreceri, în timpul posturilor.

Conform Bisericii Catolice, Poruncile Bisericești sunt asemănătoare celor ortodoxe și sunt mai puține. Acelea sunt: 1, 2, 4, 8 și 9. 